# Phylica strigulosa
Phylica strigulosa är en brakvedsväxtart som beskrevs av Otto Wilhelm Sonder. Phylica strigulosa ingår i släktet Phylica och familjen brakvedsväxter. Inga underarter finns listade i Catalogue of Life.